# David E. Willard
David Ela Willard (* 30. September 1946) ist ein US-amerikanischer Ethologe und Ornithologe. Seine Forschungsschwerpunkte sind die Gemeinschaftsstruktur von Vögeln und der Vogelzug.

## Leben
1968 erlangte Willard den Bachelor of Arts am Carleton College in Minnesota. 1975 wurde er mit der Dissertation The feeding behavior and ecology of five species of herons at the Brigantine National Wildlife Refuge, New Jersey an der Princeton University zum Ph.D. promoviert. 1976 wurde er Mitarbeiter am Field Museum of Natural History in Chicago. Von 1978 bis 2012 war er der erste Sammlungsmanager der Vogelabteilung des Field Museum of Natural History. Seit 2004 ist er Sammlungsmanager der zoologischen Abteilung des Field Museum of Natural History.
Neben der Sammlungspflege war er an Expeditionen nach Peru, Bolivien, Brasilien, Venezuela, Uganda, den Philippinen, den Marshallinseln, der Zentralafrikanischen Republik, Madagaskar und Malawi beteiligt. Ferner initiierte er ein Bergungsprogramm für durch Fensterschlag getötete Vögel ein, das dazu führte, dass jährlich 4000 örtliche Vogelexemplare seit 1978 der Vogelsammlung hinzugefügt wurden.
Gemeinsam mit John W. Fitzpatrick studierte Willard die Bestandsdichte und Verbreitung von Vögeln an den Eastern Great Lakes. Willard baute in einem Zeitraum von 18 Jahren eine große Datenbank auf, in der er Daten über die Frühjahrs- und Herbstwanderung von Vögeln an den Chicagoer Seen zusammenträgt. Gemeinsam mit Douglas F. Stotz untersucht er die Muster und den Zeitpunkt des Vogelzugs in dieser Region. Auf internationaler Ebene betreibt er Studien über die Höhenverbreitung diverser tropischer Bergvögel. 1979 beschrieb er gemeinsam mit John W. Fitzpatrick und John Terborgh die Blaue Sonnennymphe (Heliangelus regalis). 1990 beschrieb er gemeinsam mit Fitzpatrick den Manuameisenfänger (Cercomacra manu). 1991 beschrieb er gemeinsam mit Scott M. Lanyon und Douglas F. Stotz den Mato-Grosso-Bodenameisenwürger (Clytoctantes atrogularis). 1977 war er mit John W. Fitzpatrick und John Terborgh Erstbeschreiber des Bindenflügel-Zaunkönigs (Henicorhina leucoptera).

## Dedikationsnamen
Im Jahr 2001 benannten André-Alexander Weller und Swen C. Renner die Unterart Heliodoxa xanthogonys willardi des Samtstirn-Brillantkolibris zu Ehren von David Willard. Im Jahr 2010 wurde der Grauaugenwürger als eigenständige Art Laniarius willardi beschrieben und nach Willard benannt. Heute gilt er als Unterart des Bergrabenwürgers (Laniarius poensis).